# Шеневалде
Шеневалде (њем. Schönewalde) град је у њемачкој савезној држави Бранденбург. Једно је од 33 општинска средишта округа Елбе-Елстер. Према процјени из 2010. у граду је живјело 3.418 становника. Посједује регионалну шифру (AGS) 12062461.

## Географски и демографски подаци
Шеневалде се налази у савезној држави Бранденбург у округу Елбе-Елстер. Град се налази на надморској висини од 79 метара. Површина општине износи 155,1 km². У самом граду је, према процјени из 2010. године, живјело 3.418 становника. Просјечна густина становништва износи 22 становника/km².

## Међународна сарадња
| Мјесто            | Држава | Врста сарадње | Од    |
| ----------------- | ------ | ------------- | ----- |
| Накло над Нотећом | Пољска | партнерство   | 2004. |
| Свјебођин         | Пољска | партнерство   | 1996. |
| Извор             |        |               |       |